# Spare Change
Spare Change est un jeu vidéo d’action développé par Dan et Mike Zeller et publié par Brøderbund Software en 1983 sur Apple II avant d’être porté sur Atari 8-bit et Commodore 64. Le joueur incarne un responsable de salle d’arcade. Il affronte des personnages, échappés d’un jeu d’arcade, qui se déplacent d’une borne à une autre afin de dérober des jetons. L’objectif du joueur est de collecter dix jetons avant que ses ennemis n’en collectent dix. Pour atteindre son objectif, le joueur doit récupérer les jetons des bornes avant eux ou leur dérober les jetons volés,. Pour l’aider, il dispose d’un jukebox, d’un distributeur de popcorn et de deux téléphones qui lui permettent de distraire ses ennemis et ainsi de collecter les jetons avant eux. Ceux-ci doit cependant être utilisé avec parcimonie, sous peine de tomber en panne, ce qui oblige alors le joueur à les réparer.